# Avions Voisin

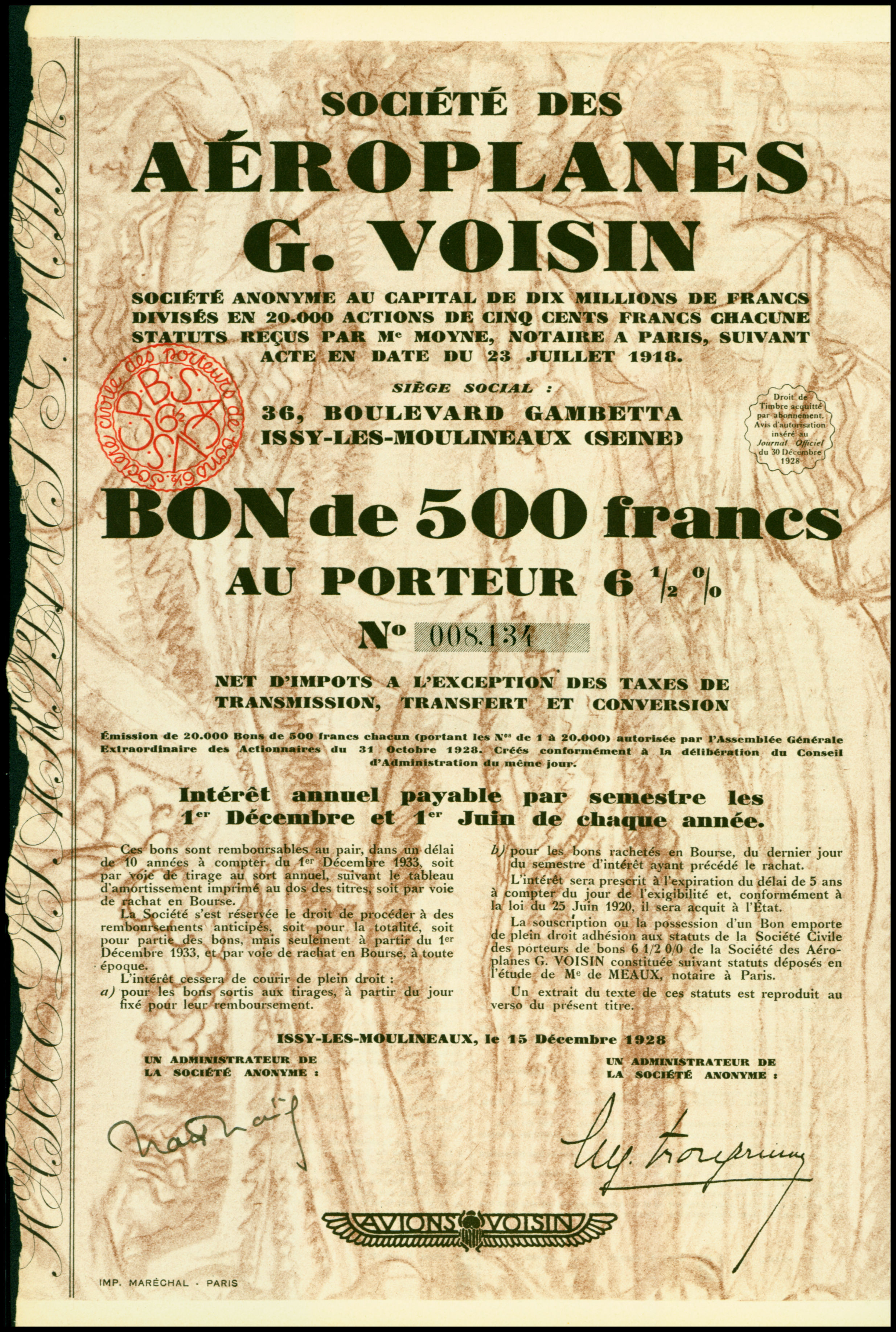
Buono da 500 franchi emesso dalla società Aéroplanes G. Voisin SA il 15 dicembre 1928.

Avions Voisin, (o, in forma abbreviata, Voisin), è stato un marchio francese di automobili di lusso e di piccola serie, derivato direttamente dalla compagnia aeronautica creata da Charles e Gabriel Voisin.

## Storia
L'azienda fu creata nel 1906 dai fratelli Charles e Gabriel Voisin come "Aéroplanes Voisin", e costruiva originariamente aeroplani. Subito dopo la fine della Prima Guerra mondiale, nel 1919 la società si riconvertì nella costruzione di automobili.
In prevalenza equipaggiate con motori Knight senza valvole, le automobili vengono prodotte nello stabilimento di Issy-les-Moulineaux, città a sud-ovest di Parigi.
Uno dei maggiori successi dell'azienda è la Laboratoire, costruita nel 1923: una delle prime auto ad usare un telaio monoscocca e una piccola elica per azionare la pompa del circuito di raffreddamento. 
Gabriel Voisin, ex studente delle Belle Arti di Lione e amante della meccanica fin dall'infanzia, fu un personaggio atipico ed intransigente, che nella progettazione delle sue atuomobili amava fare uso di materiali leggeri, come l'alluminio. Lo stile Voisin è caratterizzato dalle carrozzerie che Gabriel Voisin mise a punto col proprio collaboratore André Noël. Quest'ultimo era solito prestare particolare importanza alla leggerezza, alla distribuzione dei pesi, allo spazio per eventuali bagagli e alla spigolosità delle linee.
All'inizio degli anni '30, Gabriel Voisin si trovò nell'impossibilità di pagare tutti i propri disegnatori, causando le dimissioni del giovane e creativo ingegnere André Lefèbvre. Quest'ultimo, raccomandato da Voisin a Louis Renault, finì per inserirsi alla Citroën, dove diresse tre progetti automobilistici particolarmente importanti, quali la Traction Avant, la 2CV e la DS.
All'epoca, i clienti di auto di lusso avevano l'abitudine di adornare le loro calandre con un tappo del radiatore decorativo. Stanco di vedere che le sue creazioni fungessero, in molti casi, da piedistallo a sculture di dubbio gusto, Gabriel Voisin realizzò con alcune lamiere di alluminio rivettate tra loro un tappo in stile Art Déco. Tale elemento, in completo contrasto con la produzione dell'epoca, divenne subito l'emblema delle auto Voisin, ancor più riconoscibile ed iconico dell'originario logo del marchio, raffigurante lo scarabeo alato Horus.
Poco prima della Seconda guerra mondiale, la Avions Voisin cessò di produrre automobili. Nel 1945, la divisione aeronautica del marchio scomparve a seguito della nazionalizzazione da parte dello stato francese di tutte le società legate al settore aeronautico, venendo quindi assorbita nella Snecma. Gabriel Voisin mantenne tuttavia il suo studio di progettazione automobilistica, che non fu però mai riconosciuto dalle autorità francesi, dalle quali non ottenne né autorizzazioni né forniture di metalli (allora severamente razionati). Ciononostante, riuscì a sviluppare il progetto Biscooter, un'auto "minimalista" che produsse in Spagna nell'immediato dopoguerra.
La società cessò di esistere in Francia nel 1946, e nel 1956 scomparve anche dal panorama automobilistico spagnolo.

## Modelli
- Avions Voisin C1 (1920/24)
- Avions Voisin C2 (1921)
- Avions Voisin C3c (1922/24)
- Avions Voisin C4 (1922/26)
- Avions Voisin C3L (1922/28)
- Avions Voisin C5 (1923/28)
- Avions Voisin C6 (1923)
- Avions Voisin C4S (1924/26)
- Avions Voisin C8L (1924)
- Avions Voisin C9 (1924)
- Avions Voisin C4SS (1924/25)
- Avions Voisin C7 (1925/29)
- Avions Voisin C10 (1924)
- Avions Voisin C11 (1926/29)
- Avions Voisin C12 (1926/33)
- Avions Voisin C14 (1928/33)
- Avions Voisin C15 (1928/30)
- Avions Voisin C16 (1929/32)
- Avions Voisin C19 (1929)
- Avions Voisin C18 (1929/33)
- Avions Voisin C21 (1929/33)
- Avions Voisin C22 (1929/33)
- Avions Voisin C20 (1930/33)
- Avions Voisin C23 (1931/35)
- Avions Voisin C24 (1933/36)
- Avions Voisin C25 (1934)
- Avions Voisin C26 (1935)
- Avions Voisin C27 (1935)
- Avions Voisin C28 (1935/38)
- Avions Voisin C30 (1938/39)
- Voisin C31 Biscooter

## Galleria d'immagini

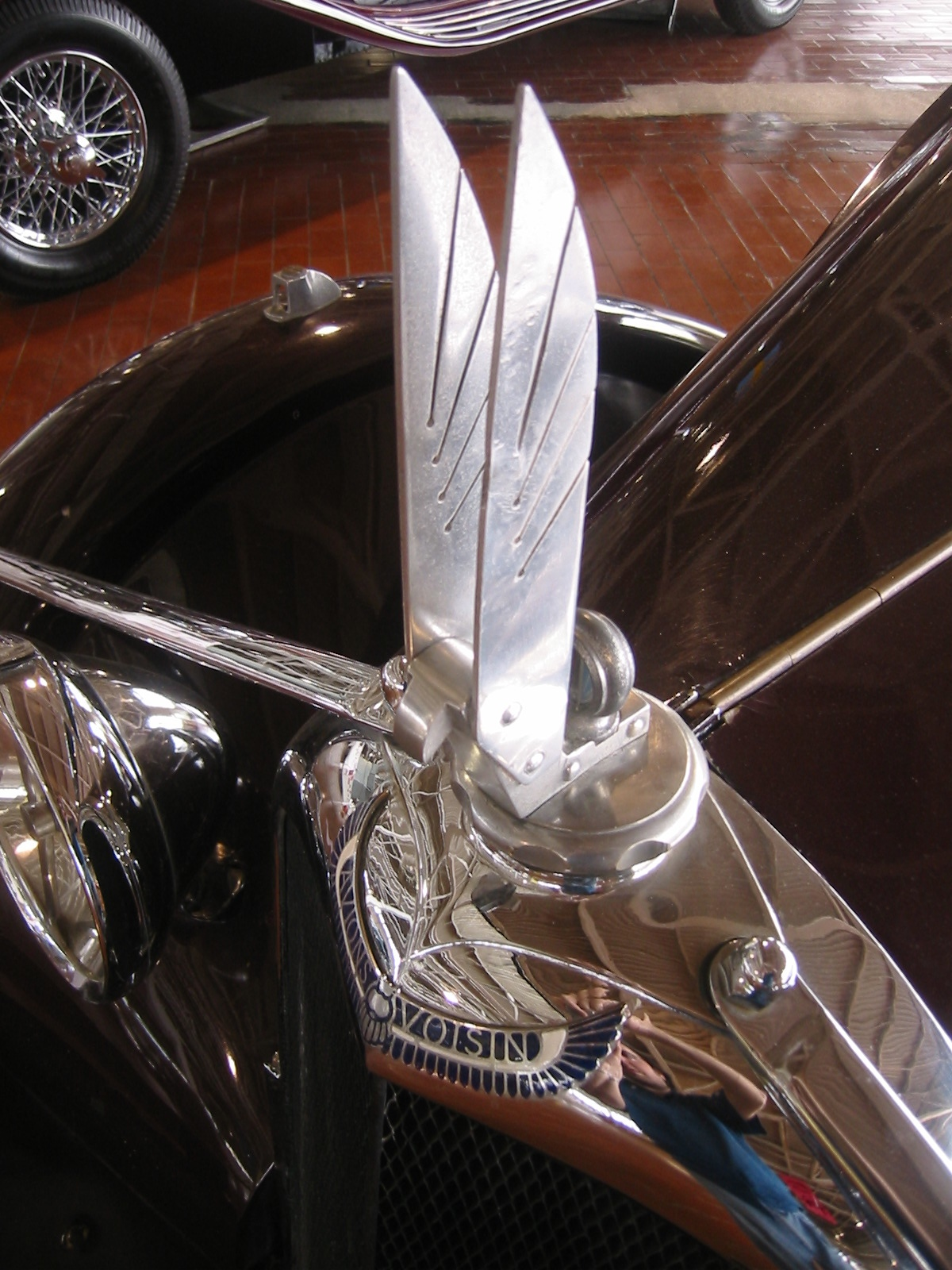
Il tappo del radiatore di una Avions Voisin C28 del 1936.
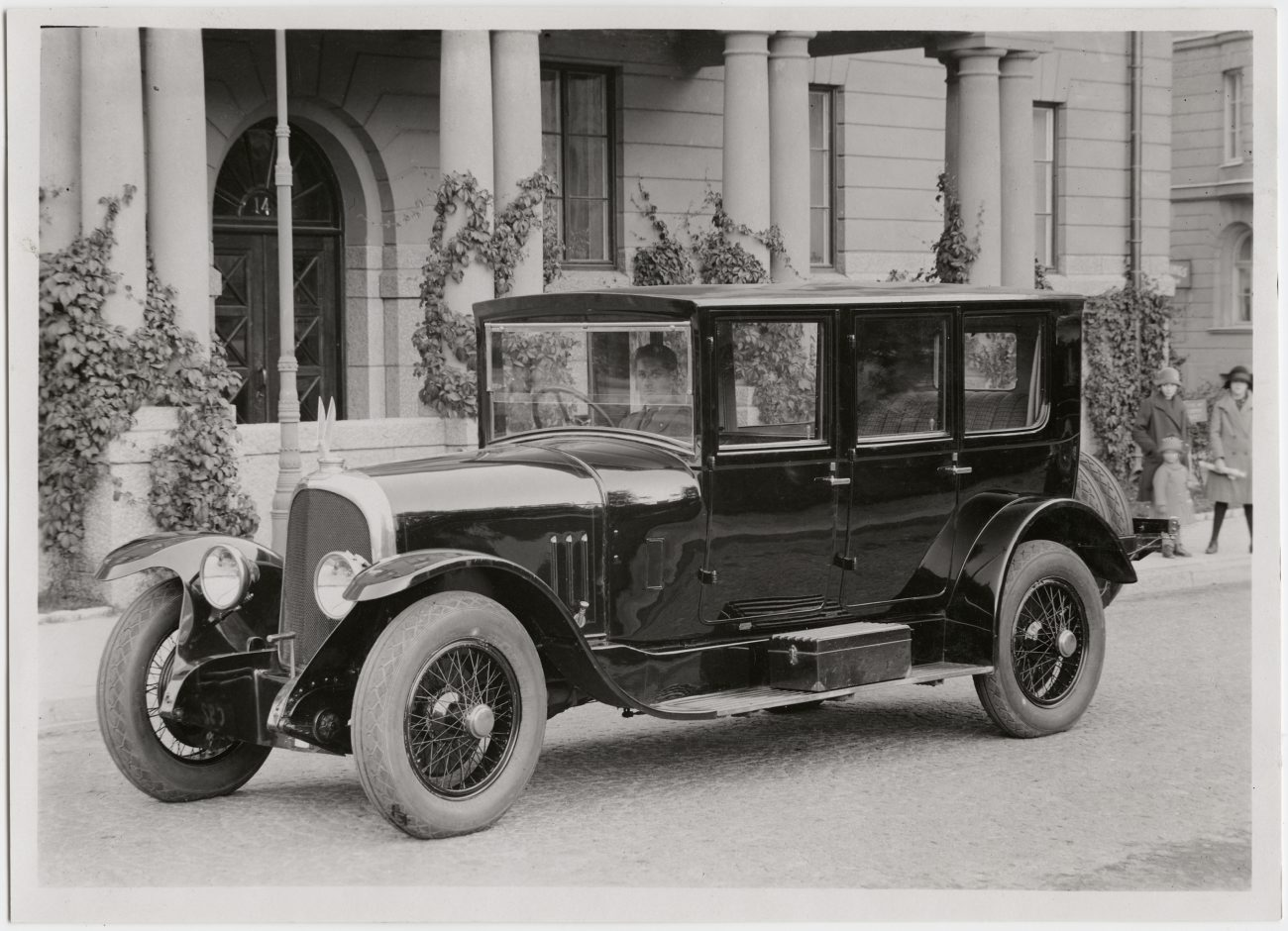
Avions Voisin C3 del 1923
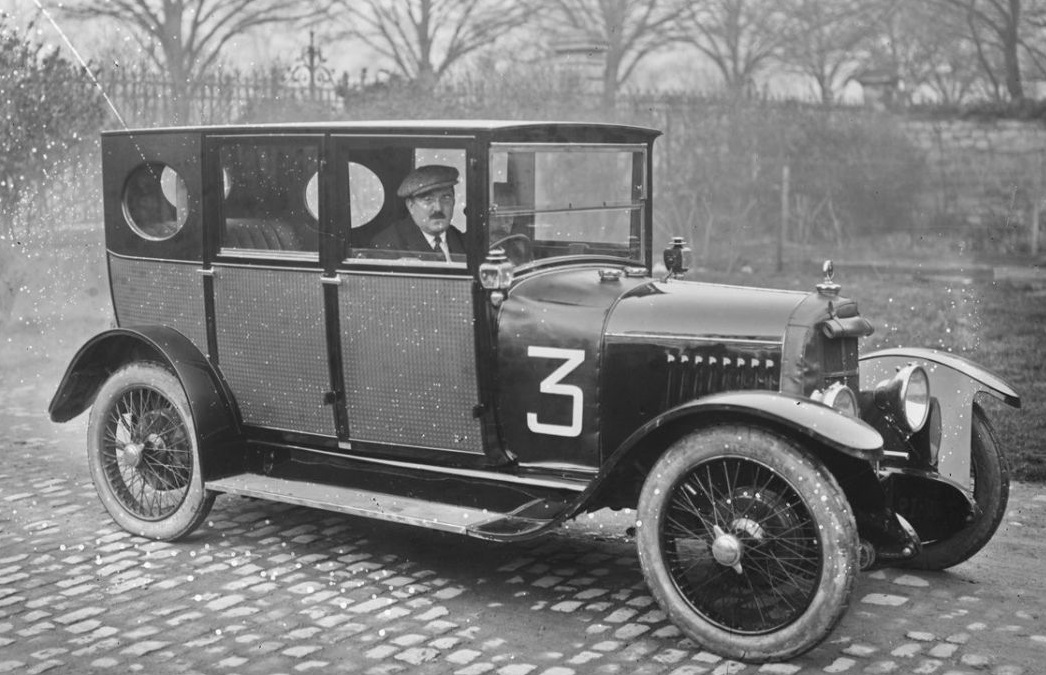
Avions Voisin C4 del 1923.
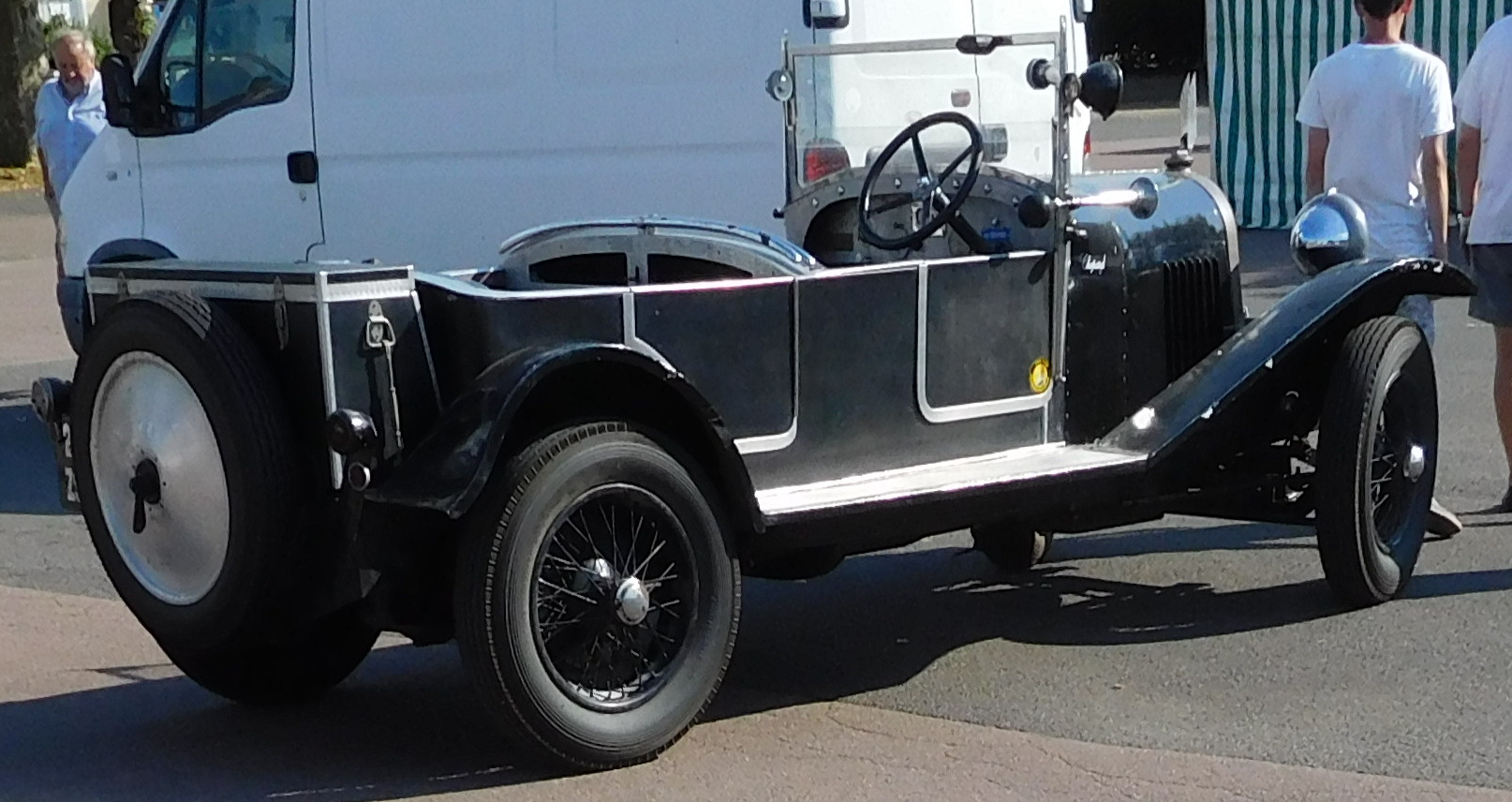
Avions Voisin C4S del 1924.
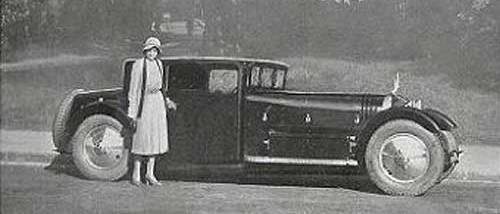
Avions Voisin C20 del 1930.
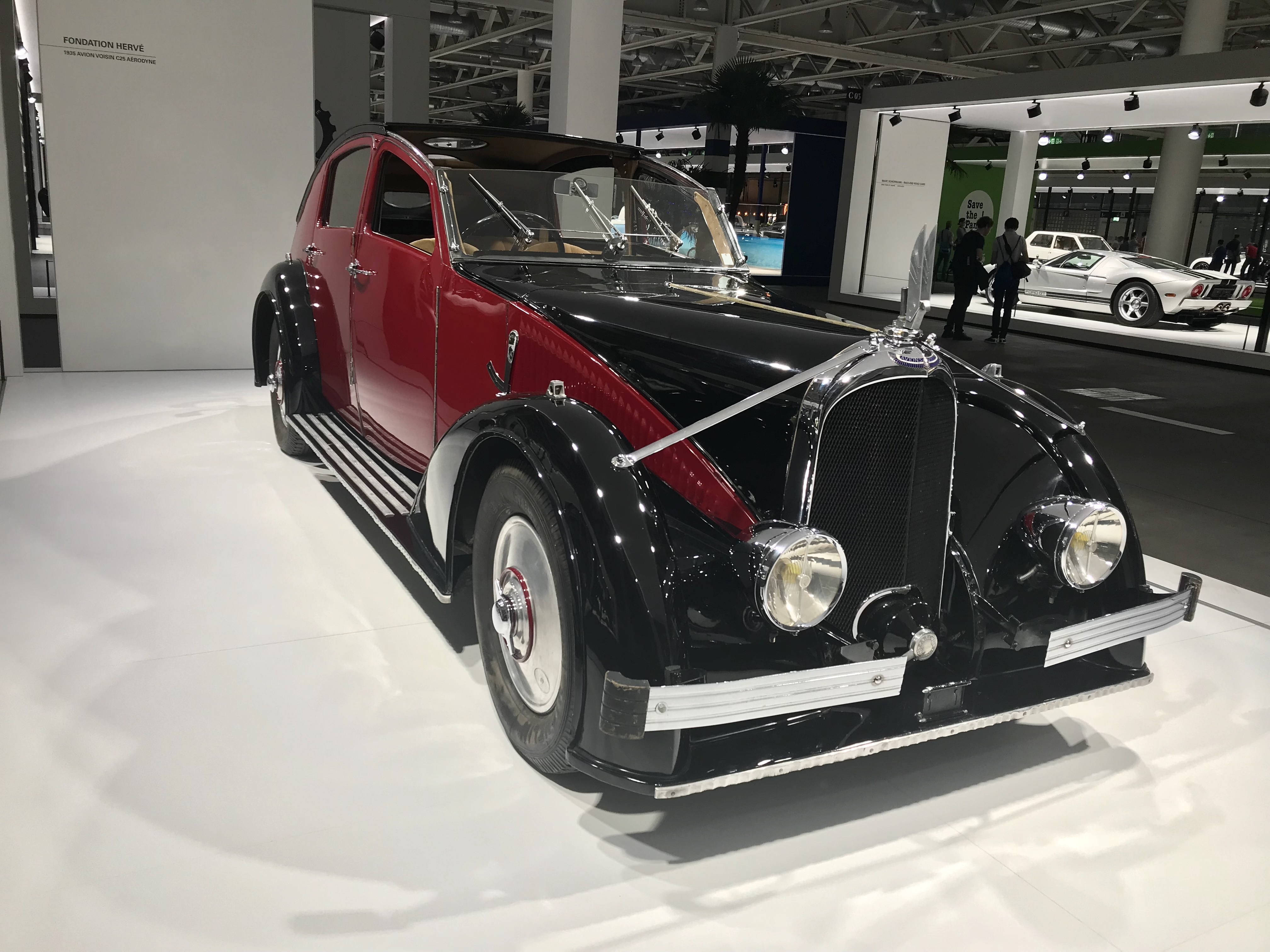
Avions Voisin C25 Aérodyne del 1935.
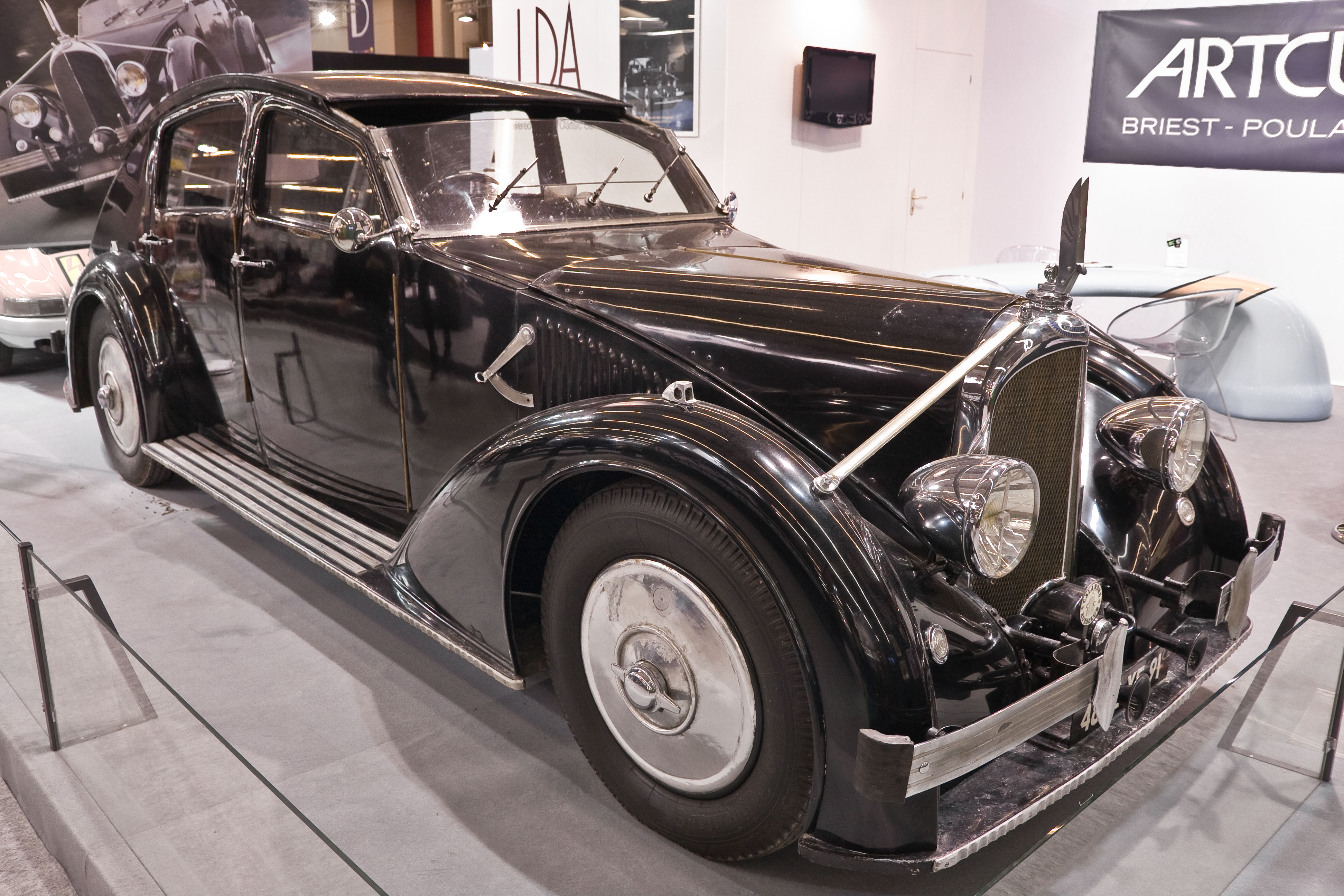
Avions Voisin C25.
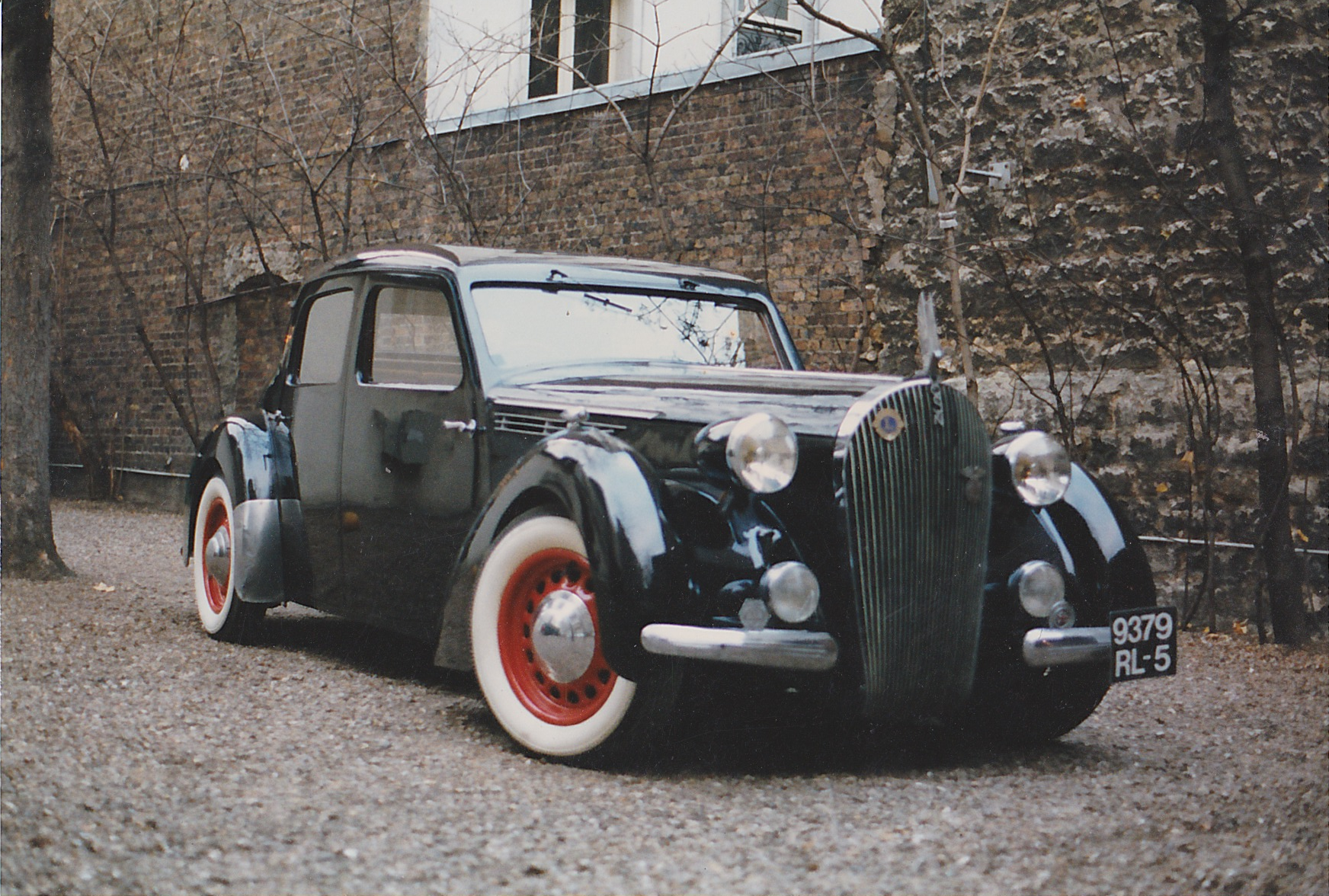
Avions Voisin C30.
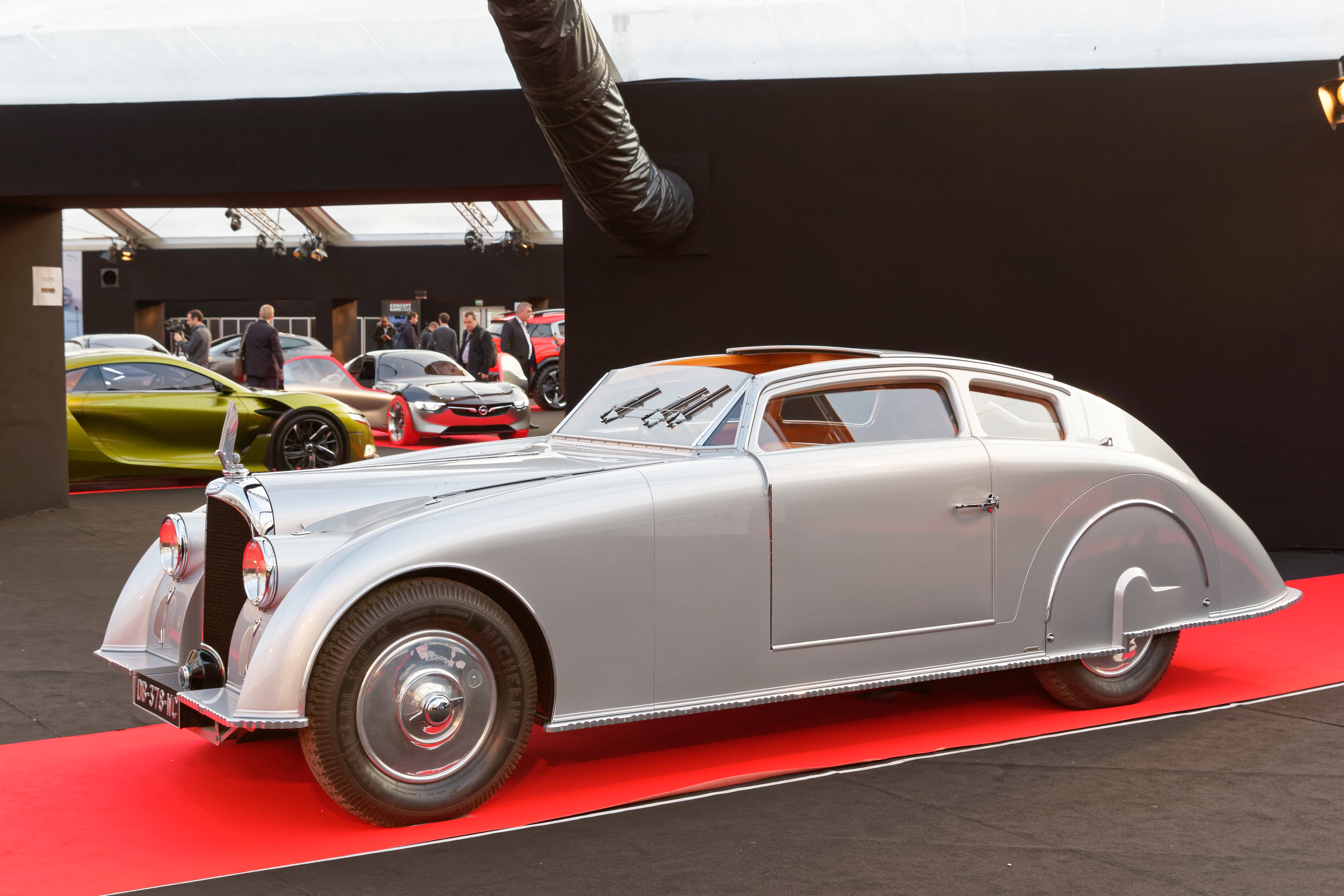
Avions Voisin C28 Aérosport.

## Competizioni
- 1º posto al Grand Prix de la Consommation 1921[1]
- 5º posto al Grand Prix de France 1923